# Fabryka Broni „Łucznik”
Fabryka Broni „Łucznik” – Radom, do 2000 Zakłady Metalowe „Łucznik” (ZM „Łucznik”) – przedsiębiorstwo z siedzibą w Radomiu, powstałe po podzieleniu i upadku ZM Łucznik. Powstały dwa przedsiębiorstwa: Fabryka Broni Łucznik i przedsiębiorstwo produkujące m.in. maszyny do szycia – ASPA ELECTRO działające pod marką handlową Łucznik. Oznaczenie producenta to 11 w owalu.
Fabryka Broni jest jedną ze spółek należących do Polskiej Grupy Zbrojeniowej, a dawniej do Polskiego Holdingu Obronnego.

## Historia

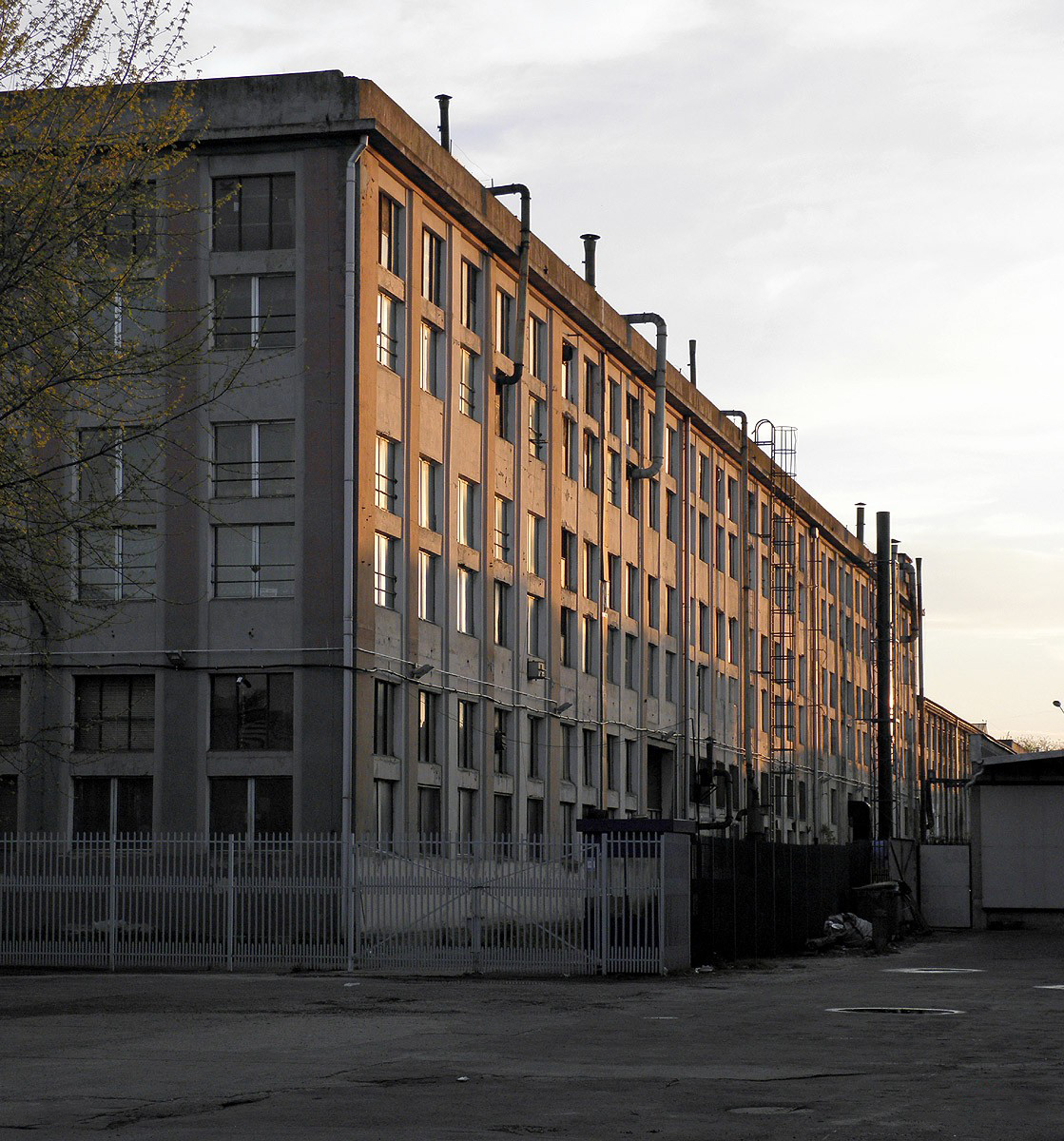
Dawny budynek Fabryki Broni z lat 30. XX wieku

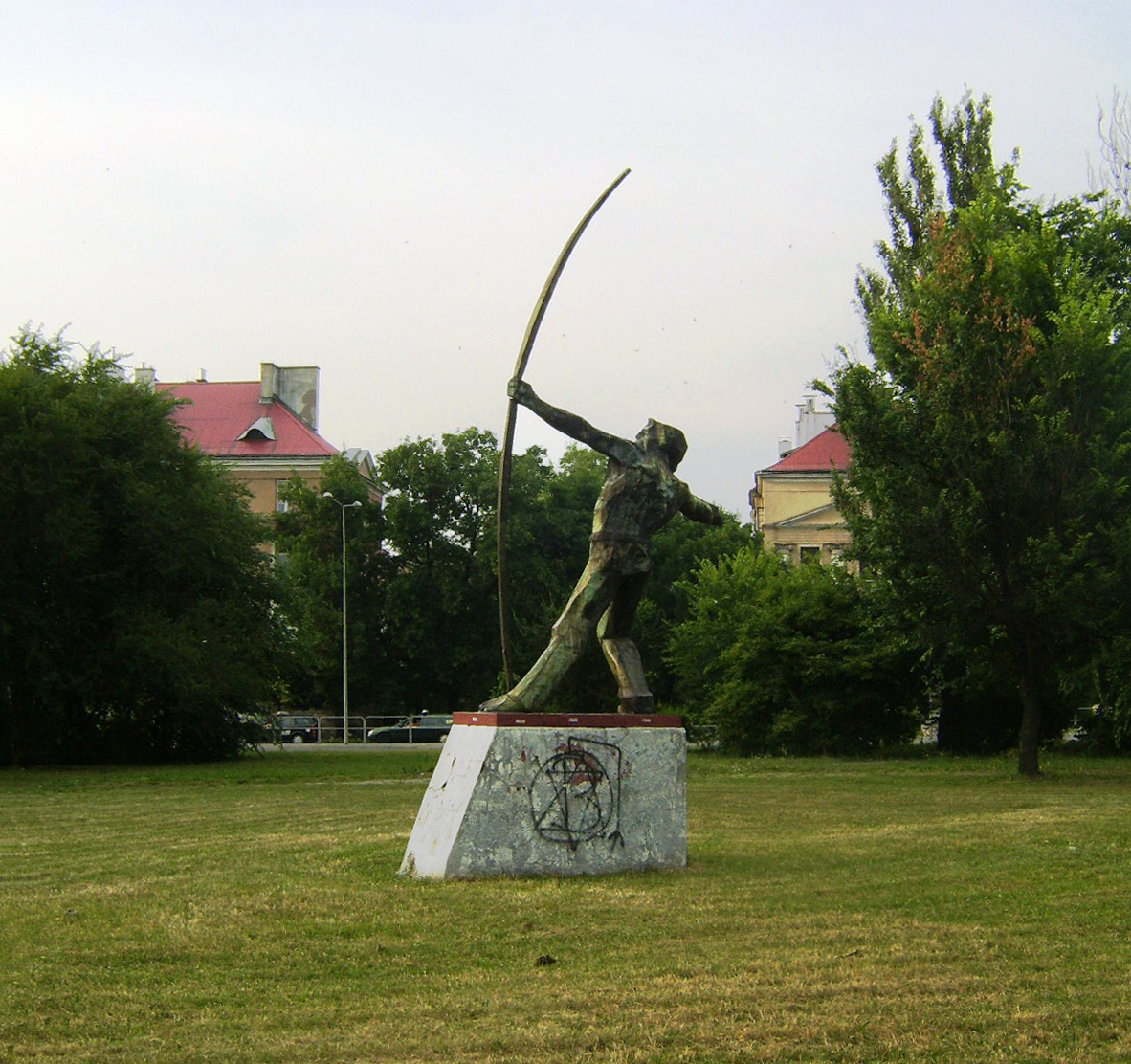
Symbol fabryki broni w Radomiu

29 kwietnia 1922 r. Komitet Ekonomiczny Rady Ministrów podjął decyzję o skoncentrowaniu zamówień dla Wojska Polskiego w przedsiębiorstwach państwowych. W związku z tym przy Ministerstwie Spraw Wojskowych powołano Centralny Zarząd Wytwórni Wojskowych. Jednym z nowo utworzonych przedsiębiorstw podporządkowanych CZWW była Fabryka Broni w Radomiu wybudowana kosztem 18 341,4 tys. zł.
Pod koniec listopada 1922 roku Ministerstwo Rolnictwa przekazało grunt pod budowę fabryki. Cztery miesiące później ruszyła budowa pierwszych obiektów wytwórni. Na przełomie 1923 i 1924 roku podjęto decyzję o przekazaniu radomskiej fabryce maszyn i urządzeń pochodzących z dawnej gdańskiej fabryki karabinów Mauser oraz rozpoczęto przygotowywania planów uruchomienia produkcji. 
W połowie 1925 roku ukończono budowę pierwszych budynków (m.in.: stolarni, kuźni, suszarni drewna, biura), a w kilka miesięcy później ruszyły pierwsze wydziały obróbki mechanicznej. Pod koniec roku rozpoczęto produkcję odkuwek części karabinów dla Państwowej Fabryki Karabinów w Warszawie. Ten moment i rok 1925 uznaje się za początek produkcyjnego funkcjonowania Fabryki Broni.
Fabryka Broni w 1927 roku została podporządkowana koncernowi zbrojeniowemu Państwowe Wytwórnie Uzbrojenia utworzonemu w miejsce rozwiązanego CZWW. Ówczesny dyrektor, Kazimierz Ołdakowski, ostatecznie podpisał 31 grudnia 1927 r. akt przejęcia terenu fabryki od starostwa powiatu. W nowo wybudowanym i uruchomionym zakładzie produkcyjnym znalazło zatrudnienie setki radomian.
Na początku lat 20. fabryka otrzymała wyposażenie ze zdemilitaryzowanej Królewskiej Fabryki Karabinów w Gdańsku. Pierwszym produktem FB Radom był karabinek wz. 98 (polska wersja Mausera Kar 98). Produkcja odbywała się w kooperacji z Państwową Fabryką Karabinów w Warszawie, która dostarczała iglice, obsady, trzony i podstawy celowników. W 1930 roku FB Łucznik rozpoczęła produkcję kbk wz. 29 i kbks wz. 29, w 1931 r. – rewolwerów Nagant, w 1932 roku – kbks wz. 1931, w 1936 r. pistoletów Vis wz. 35, a w 1937 roku – kb wz. 98a.
W połowie lat 30 XX w. podjęto decyzję o reorganizacji FB Radom. Dzięki inwestycjom o wysokości 9 mln zł fabryka była zdolna do produkcji 8400 kbk wz. 1929, 4200 kb wz. 1898a i 900 pistoletów Vis miesięcznie.
W latach 1929–1939 FB produkowała także rowery sprzedawane pod marką Łucznik.
Po klęsce wrześniowej FB Radom została podporządkowana austriackiej spółce Steyr i kontynuowała produkcję broni. Z czasem zakończono produkcję karabinów, jednocześnie zwiększając produkcję pistoletów Vis. Załoga FB podczas okupacji współpracowała z ZWZ i zorganizowała przemyt podzespołów pistoletów, z których w konspiracyjnych warsztatach montowano kompletne pistolety. 16 października 1942 roku podczas publicznej egzekucji na oczach pracowników zakładów stracono 15 osób oskarżonych o działalność konspiracyjną w zakładach.

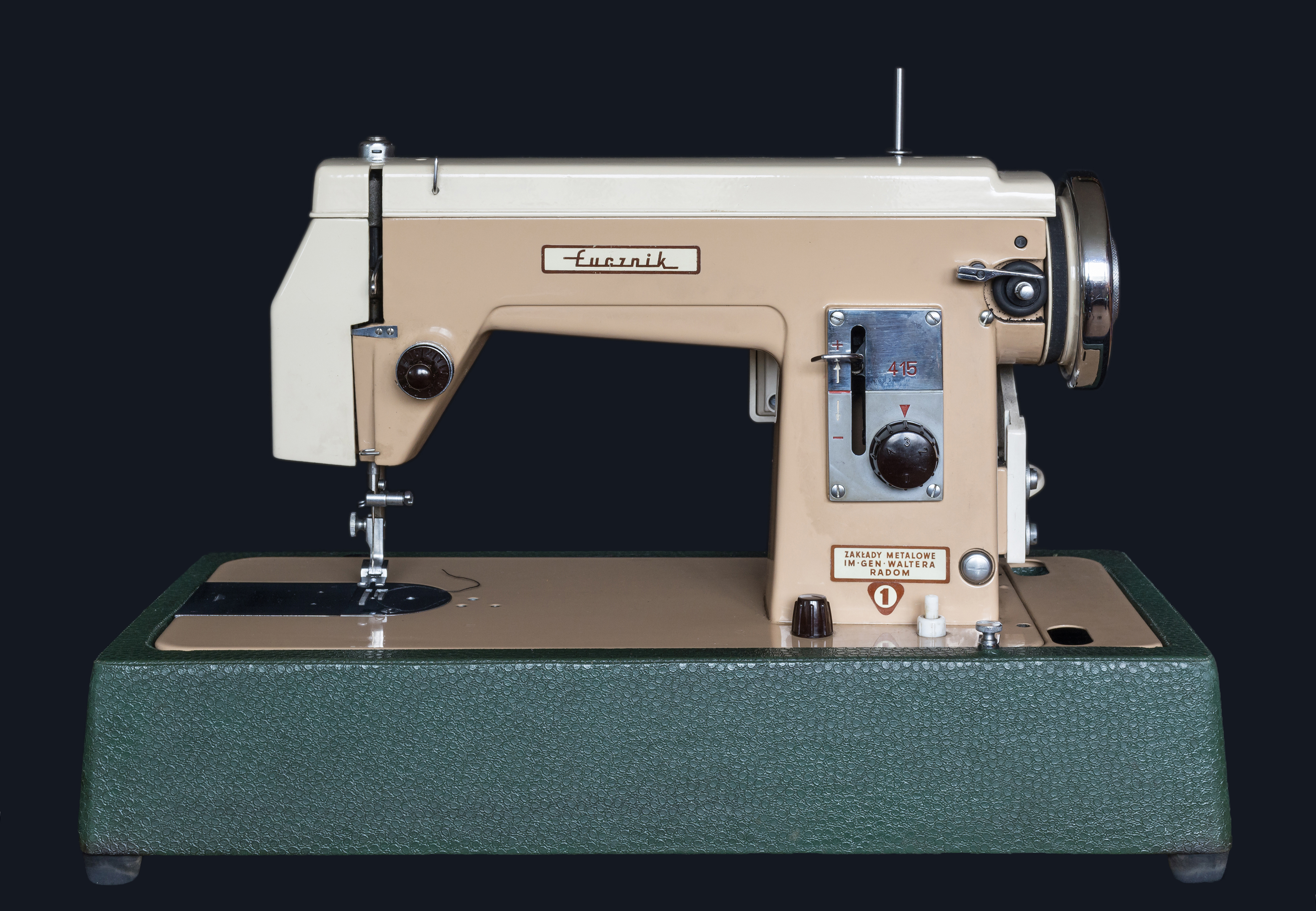
Dawne Zakłady Metalowe „Łucznik” produkowały także maszyny do szycia

Po 1945 roku władze Polski Ludowej zdecydowały o odbudowie Fabryki Broni w Radomiu. Zakłady otrzymały w 1951 r. nową firmę: Zakłady Metalowe im. gen. „Waltera”. Produkowano w nich na licencji radzieckiej pistolety TT (od 1947 r. jako pistolet wojskowy wz. 1933), pistolety maszynowe PPS (od 1951 r. jako pistolet maszynowy wz. 1943). W zakładach uruchomiono także produkcję maszyn do szycia Łucznik i Singer oraz maszyn do pisania Facit.
W 1957 roku rozpoczęto produkcję karabinu szturmowego AK, przez wiele lat podstawowego produktu Łucznika. W latach 60 XX w. Łucznik rozpoczął produkcję pistoletów P64 i pistoletów maszynowych PM-63 oraz karabinów AKM.
Lata 80 XX w. były okresem wprowadzania do produkcji nowych wzorów broni. P-64 został zastąpiony przez P-83, a PM-63 przez PM-84. W 1990 r. rozpoczęto produkcję karabinka wz. 88 Tantal.
Początek lat 90 XX w. był złym okresem dla zakładów, które w 1990 roku zmieniły nazwę na Zakłady Metalowe Łucznik. Ograniczenie zamówień ze strony Sił Zbrojnych Rzeczypospolitej Polskiej i zakaz eksportu do większości tradycyjnych odbiorców spowodował, że ZM Łucznik znalazły się na skraju bankructwa. Sytuacja poprawiła się w drugiej połowie lat 90 XX w. w związku z zamówieniami na kbk wz. 96 Beryl. Dużym niepowodzeniem przedsiębiorstwa była przegrana produkowanego przez Łucznika pistoletu MAG w konkursie na nowy pistolet SZ RP i niepowodzenie karabinu Radom Hunter na rynku cywilnym.
Pod koniec lat 90 XX w. sytuacja finansowa ZM Łucznik ponownie uległa pogorszeniu (ostatnie AKMS wyprodukowano w 1999 roku). 13 listopada 2000 r. została ogłoszona upadłość ZM Łucznik, z zadłużeniem wynoszącym 168 mln zł. Kilka miesięcy wcześniej, 30 czerwca 2000 r. ZM Łucznik i Agencja Rozwoju Przemysłu zawiązały spółkę Fabryka Broni „Łucznik”-Radom, która kontynuuje tradycję poprzednich radomskich producentów broni. Przedsiębiorstwo należało do Polskiego Holdingu Obronnego (dawniej Bumaru), obecnie w PGZ.
Przedsiębiorstwo z roku na rok jest w coraz lepszej kondycji, zatrudnienie zwiększa się. W 2013 roku zakład osiągnął rekordowe przychody na poziomie 56 mln zł, a zysk wyniósł 2 mln zł. Nowe produkty fabryki budzą zainteresowanie największych odbiorców broni na świecie. Fabryka założyła też spółkę w USA; zamierza sprzedawać swe produkty na tamtejszym rynku broni cywilnej, a w przyszłości być może także na potrzeby amerykańskiej armii lub innych służb mundurowych.
Obecnie Łucznik produkuje:
- Wiatrówki[9]:
  - FB EAGLE
- Pistolety[10]:
  - Vis wz. 35
  - VIS 100 (PR-15 Ragun)
  - P-99
  - Glauberyt BRS 99
- Pistolety maszynowe[11]:
  - Glauberyt PM-98, PM-06
- Karabinki samopowtarzalne[12][13]:

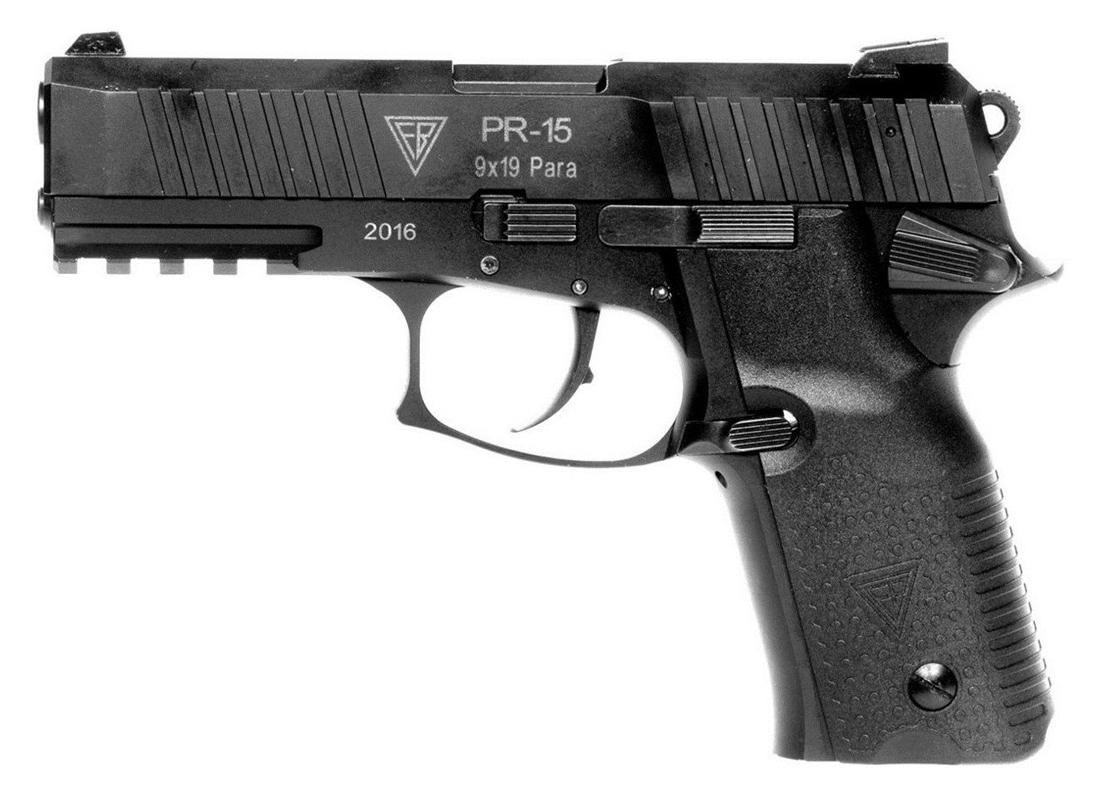
VIS 100

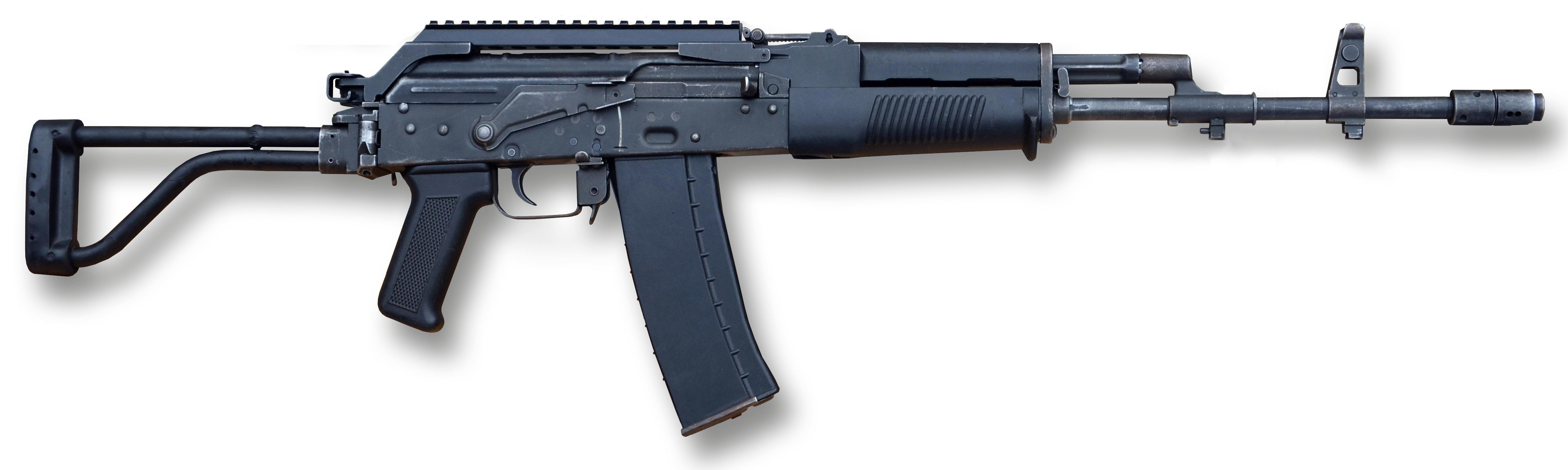
wz. 96 Beryl

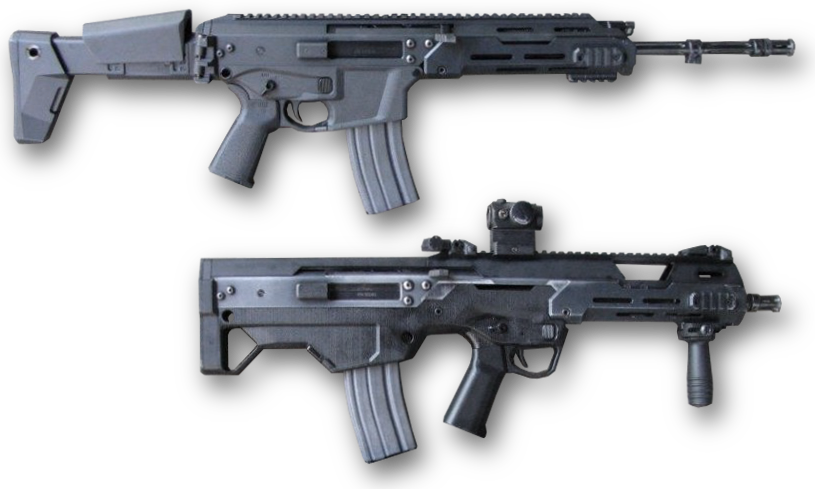
Grot

  - Radom-Sport: Beryl S 223, Beryl S 762, Beryl M22, Mini-Beryl S 223
  - Grot S 16 FB-M1
- Karabinki automatyczne[14]:
  - wz. 96 Beryl, wz. 96 Mini-Beryl, Beryl M762
  - Grot (MSBS-5,56)

### Nowa fabryka

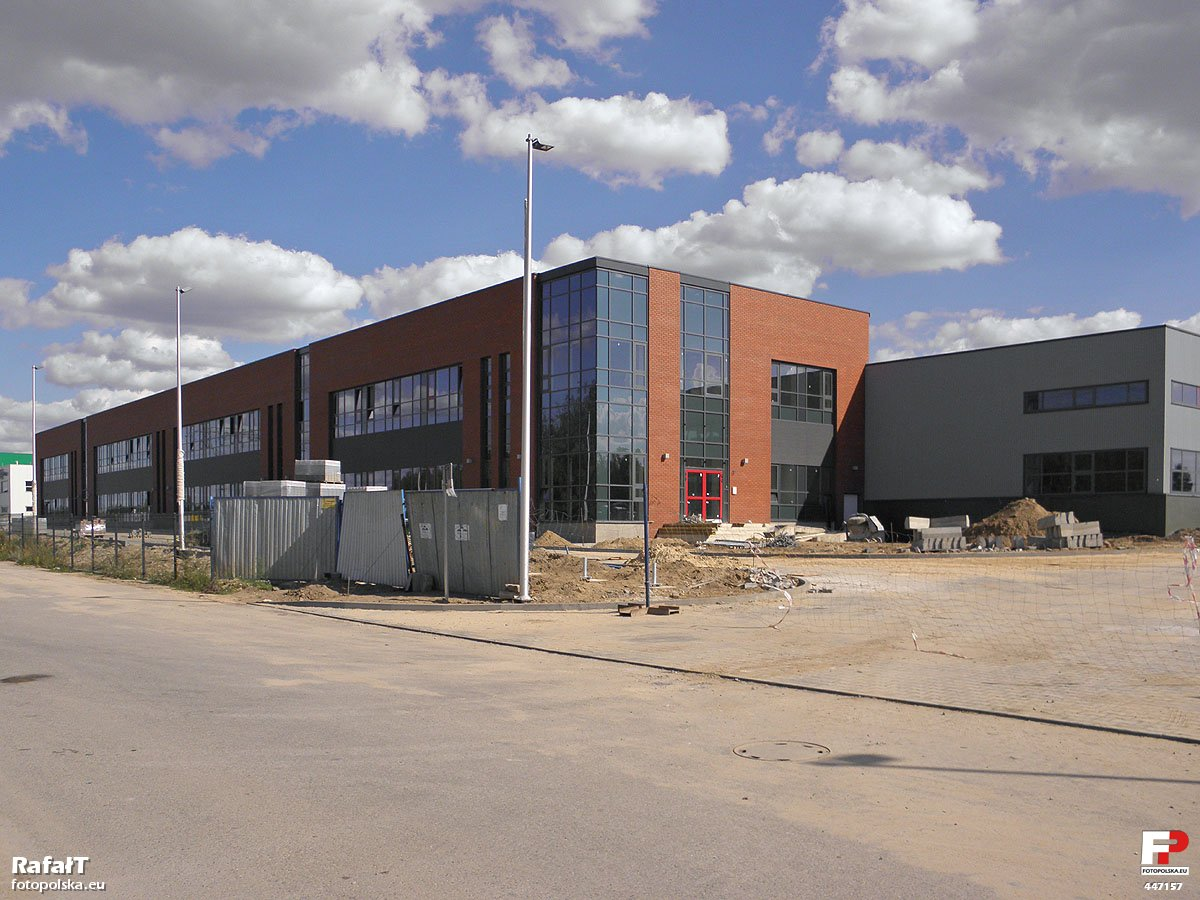
Budowa nowej siedziby Fabryki Broni – stan z 25 sierpnia 2013

28 sierpnia 2012 r. ARP i Grupa Bumar zawarły umowę inwestycyjną, na bazie której miała powstać nowa fabryka broni w zarządzanej przez ARP TSSE Euro-Park Wisłosan, w podstrefie w Radomiu.
Budowa rozpoczęła się 19 listopada 2012. Budynek nowej fabryki otwarto 1 lipca 2014 roku. W uroczystym otwarciu wzięli udział m.in. prezes Tomasz Nita, Marszałek Sejmu RP Ewa Kopacz, Wiceminister Obrony Narodowej Beata Oczkowicz oraz Poseł na Sejm RP Marzena Wróbel. Podczas uroczystości zaprezentowano po raz pierwszy nowy karabin MSBS (Modułowy System Broni Strzeleckiej) w wersji przeznaczonej dla jednostek reprezentacyjnych Wojska Polskiego, a także nowy pistolet kalibru 9x19 parabellum, który ma nosić nazwę PR-15 RAGUN. Zdaniem specjalistów wyróżnia się wysoką niezawodnością oraz nowoczesnymi rozwiązaniami konstrukcyjnymi. Jest wyposażony w szynę umożliwiającą montaż dodatkowego wyposażenia, np. oświetlenia taktycznego czy wskaźnika laserowego.
Nowa siedziba Fabryki Broni „Łucznik” jest najnowocześniejszym tego typu obiektem w Europie. Na kompleks składają się m.in. hale produkcyjne, laboratoria oraz strzelnica. Do nowego zakładu zakupiono nowoczesny park maszynowy i wprowadzono nowe technologie. Realizacja inwestycji kosztowała 103 mln zł.

## Odznaczenia i wyróżnienia
- Medal 5-lecia Wojsk Obrony Terytorialnej[17]